# Zinnia grandiflora
Zinnia grandiflora là một loài thực vật có hoa trong họ Cúc. Loài này được Thomas Nuttal miêu tả khoa học đầu tiên năm 1841.

## Phân bố
Loài này là bản địa tây nam Hoa Kỳ (các bang Arizona, Colorado, Kansas, New Mexico, Oklahoma, Texas) và Mexico (trừ vùng đông nam).

## Lưu ý
Danh pháp Z. grandiflora cũng được Augustin Pyramus de Candolle đề cập như là đồng nghĩa của Z. hybrida năm 1836.